# 시 멍크

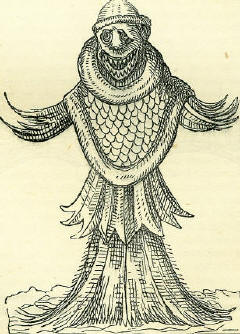

시 멍크(sea monk)는 1546년에 덴마크 셸란섬 동해안에서 발견되었다는 바다괴물이다. 수도사(monk; 멍크)을 닮은 "물고기"라고 묘사되며, 콘라트 게스너의 유명한 책 《동물의 역사》 제4권에 그림이 그려져 있다. 또한 게스너는 유사한 괴물이 포스만에서도 발견되었다고 썼고, 보이티우스의 기록에 따르면 1531년 폴란드의 해안에서도 목격되었다고 한다.
1850년대 초, 덴마크의 동물학자 야페투스 스틴스트룹은 시 멍크가 사실 대왕오징어를 보고 착각한 것이 아닌가 하는 설을 제기했다.

## 같이 보기
- 시 비숍
- 다곤
- 우미보즈